# 国家と革命

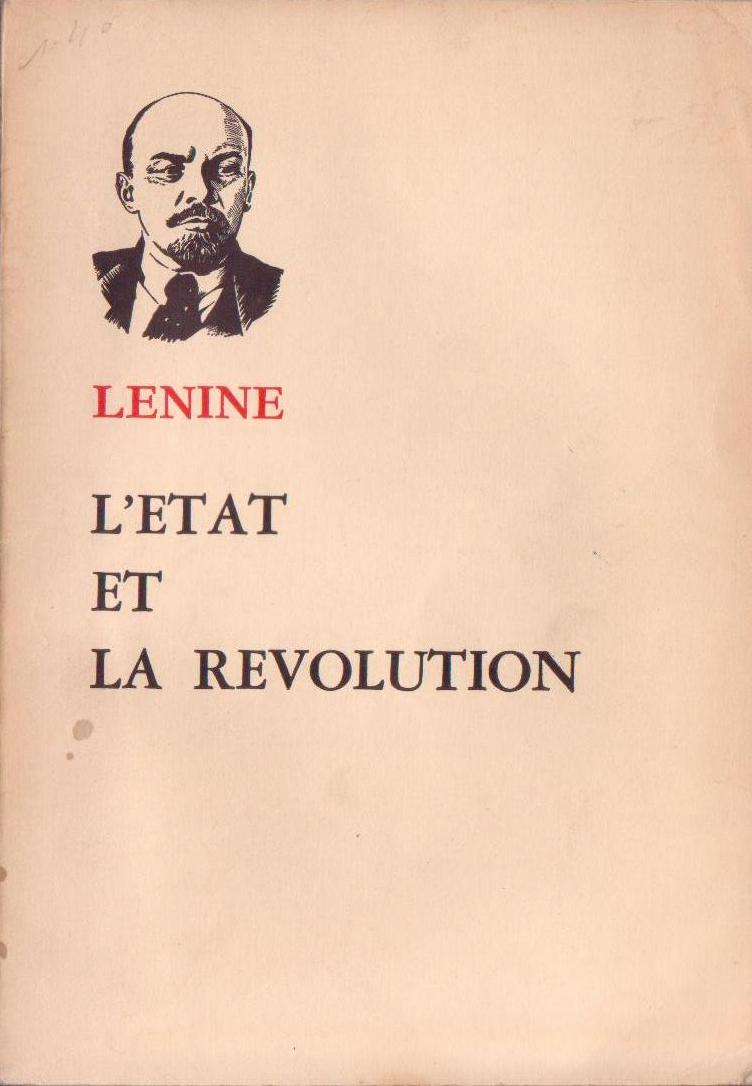
『国家と革命』のフランス語版、1970年発行

『国家と革命』(こっかとかくめい、ロシア語: ГОСУДАРСТВО И РЕВОЛЮЦИЯ)は、ウラジーミル・レーニンが1917年に執筆した政治に関する著作である。

## 概要
レーニンが『国家と革命』を執筆したのは、2月革命後のボリシェヴィキ弾圧から逃れるため、1917年8月から9月にかけて、ペトログラードの郊外ラーズリフ湖畔に潜伏していた時期である。
第1版は十月革命の直後に発表され、第2版は1918年12月に、第2章第3節「1852年におけるマルクスの問題提起」が追加されて発表されている。

## 構成
- 第1章 階級社会と国家
- 第2章 国家と革命・1848年から1851年の経験
- 第3章 国家と革命・1871年のパリ・コミューンの経験
- 第4章 続き
- 第5章 国家死滅の経済的基礎
- 第6章 日和見主義者によるマルクス主義の卑俗化
- 第7章 1905年と1917年のロシア革命の経験

全体としてレーニンの国家理論と革命運動の方針が記されている。第2版は第2章に新たな節を加えて1918年に発表された。レーニンによれば、第7章は十月革命勃発のために未完に終わったという。

## 思想
レーニンにとって、国家は階級支配を維持する意義がある。このことを示すためにエンゲルスの研究を参照しながら、社会から発生しながらも社会の上位において自らを社会から疎外する権力を国家と考える。したがって国家とは階級支配の機関であり、階級の衝突を緩和しながら維持する政治秩序を創出するものであり、既存のブルジョア独裁国家は奪取するだけでなく、革命においてプロレタリアートによって強制力により廃絶してプロレタリア独裁国家をつくらねばならない。同時にレーニンは革命とは選挙に基づいた政権交代ではない暴力革命でなければならないと主張し（暴力革命不可避論）、ブルジョア国家の一部であるブルジョア民主主義もまた廃絶されなければならない（暴力革命に拘らず選挙などの平和的な手段もありうるとしたエンゲルスやマルクスの側面をレーニンは無視した）。この主張のために、レーニンは、マルクスが著書でわずかしか触れていない「プロレタリア独裁」という用語を「民主主義の最高形態」として「発見」し、以後の著作で大々的に用いた。本書で提示されるのは、「つまるところ、文字をよみかきできる人間なら誰でも、公選によって交代で統治する権力形態の創出」であり、公選になじまない官僚制、警察機構、軍隊などはすべて廃止され、立法・行政・司法を結合した労働者ソヴィエトが統治の主体となるという社会のビジョンであった。
また他のレーニンの著作同様にメンシェヴィキ、カデットなどの非ボリシェヴィキ団体やカール・カウツキーなどの社会民主主義者、無政府主義者らを批判した。
たとえ最も進んだ民主的な共和制においてさえ、結局（ブルジョワ国家＝ブルジョワジーによるプロレタリアートに対する独裁）に他ならない。そのような国家はプロレタリア革命により「廃絶」もしくは「止揚」されることにより「プロレタリア国家」が建設される。「プロレタリア国家」は、プロレタリアートにとって最も民主主義的であると同時にプロレタリア「階級」によるブルジョワ「階級」に対する「独裁」を行うとしている（プロレタリア独裁）。そして、そのような「プロレタリア国家」は、やがて「死滅」していくとレーニンは記述している。「プロレタリア国家」を別の表現で言えば「資本主義」から「社会主義」に至る過程の「過渡期国家」である。

## テキスト
原文と英訳はレーニンの他の著作と同様、Marxists Internet Archiveで閲覧できる。
日本語訳は岩波文庫の宇高基輔訳、講談社学術文庫の角田安正訳などが刊行されている。